# Unione Sportiva Grosseto 1994-1995
Questa pagina raccoglie le informazioni riguardanti l'Unione Sportiva Grosseto nelle competizioni ufficiali della stagione 1994-1995.

## Risultati

### Poule scudetto

#### Turno preliminare
| Alzano Lombardo 31 maggio 1995, ore 16:00 2ª giornata - Gruppo A                                            | Alzano Virescit | 2 – 3                                     | Grosseto | Stadio Carillo Pesenti Pigna |
| \| \| \| \| \| Guerciena 43’ (aut.) Zirafa 81’ \| Marcatori \| 59’ (aut.) Vegna 71’ Pelucchini 79’ Ferri \| |                 |                                           |          |                              |
| |                 |                                           |          |                              |
| Guerciena 43’ (aut.) Zirafa 81’                                                                             | Marcatori       | 59’ (aut.) Vegna 71’ Pelucchini 79’ Ferri |          |                              |

| Grosseto 4 giugno 1995, ore 16:00 3ª giornata - Gruppo A | Grosseto  | 0 – 1        | Gallaratese | Stadio Carlo Zecchini |
| \| \| \| \| \| \| Marcatori \| 73’ Morgandi \|           |           |              |             |                       |
|                                                          |           |              |             |                       |
|                                                          | Marcatori | 73’ Morgandi |             |                       |